# Верхні сатрапії
Верхні сатрапії (дав.-гр. ἄνω σατραπεῖαι) — збірний термін, що використовувався в елліністичний період для позначення східних, населених іранцями провінцій («сатрапій») держави Александра Македонського, особливо під час воєн діадохів і існування держави Селевкідів. Іноді під ним мається на увазі єдина субпровінція під управлінням стратега «відповідального за вищі сатрапії» (дав.-гр. ὁ ἐπί τῶν ἄνω σατραπειῶν).

## Термінологія
Верхні сатрапії включали всю східну половину територій, завойованих Александром: зазвичай усі на схід від річки Тигр, від гір Загрос на заході до кордонів Індії на південному сході та Середньої Азії на північному сході, включаючи провінції Мідія, Персія, Карманія, Дрангіана, Гірканія, Парфія, Маргіана, Арія, Бактрія і Согдіана. Спочатку район також включав найсхідніші завоювання Александра — Паропамісади, Арахозію і Гедросію, але вони перейшли до Чандрагупти Маур'ї у 303 р. до н. е. після його договору з Селевком I Нікатором.

## Історія

### При Ахеменідах
Можливо, що концепція і провінція «верхніх сатрапій» були створені вже за часів пізньої імперії Ахеменідів, в якій, принаймні, для Малої Азії вище військове командування охоплювало відразу кілька сатрапій. Існує гіпотеза про існування подібних укладів для Вірменії, сирійсько-вавилонських і східних сатрапій. Наведеним доказом вважається свідчення Діодора Сицилійського про те, що Артаксеркс III довірив верхні сатрапії Багою, але це може бути анахронізм, також немає інших доказів спадкоємності в цьому питанні між ахеменідськими та елліністичними періодами.

### При діадохах
Перша згадка про «верхні сатрапії» відноситься до 316 р. до н. е., коли Антигон I призначив Піфона стратегом Мідії та верхніх сатрапій. На солдатському зібранні в 323 р. до н. е. Піфон був обраний для нагляду за придушенням повстання найманців у східних сатрапіях і отримав певну владу над місцевими сатрапами. Хоча, ймовірно, з самого початку посада Піфона не була задумана як всеосяжне військове командування, яким воно стало пізніше, схоже, він поступово намагався нав'язати подібну владу місцевим сатрапам, які об'єдналися проти нього і вигнали в 317 р. до н. е. Саме в цьому контексті Антигон визнав свої претензії на його прихильність, хоча незабаром після цього Антигон заарештував і стратив Піфона.
Після страти Піфона Антигон призначив йому на заміну двох офіцерів: Оронтобата сатрапом Мідії та Гіппострата стратегом. Згідно Герману Бенгтсону, Гіппострат займав проміжне положення між повним стратегом верхніх сатрапій і провінційним сатрапом. Таким чином, він, ймовірно, командував дислокованими в східних провінціях військами армії басилевса (βασιλική δύναμις), в той час, як сатрапи командували тільки місцевими рекрутами. Призначення Гіппострата було тимчасовою доцільністю, і в 315 році Антигон призначив свого полководця Ніканора стратегом Мідії та верхніх сатрапій. Встановлення посту збіглося з від'їздом Антигона з Вавилонії до Середземномор'я для боротьби зі своїми суперниками, а також відсутністю подібних посад у західних провінціях показує, що посада була призначений для забезпечення безпеки східних провінцій. Ніканор правив регіоном аж до вторгнення Селевка I у Вавилонію в 312 р. до н. е., в битві з яким він, можливо, загинув. В результаті східні сатрапії перейшли під контроль Селевка, а особливе командування над верхніми сатрапіями було тимчасово скасовано.

## Примітка
1. ↑  Bengtson, 1964a, с. 176.
2. 1 2  Aperghis, 2004, с. 40.
3. ↑  Bengtson, 1964a, с. 176—177.
4. ↑  Briant, 2002, с. 269—270, 746, 1001.
5. ↑  Briant, 2002, с. 746.
6. ↑  Bengtson, 1964a, с. 177—180.
7. ↑  Bengtson, 1964a, с. 180.
8. ↑  Bengtson, 1964a, с. 180—182.
9. ↑  Bengtson, 1964a, с. 182—183, 207.
10. ↑  Bengtson, 1964a, с. 184—186.